# Ebony concerto

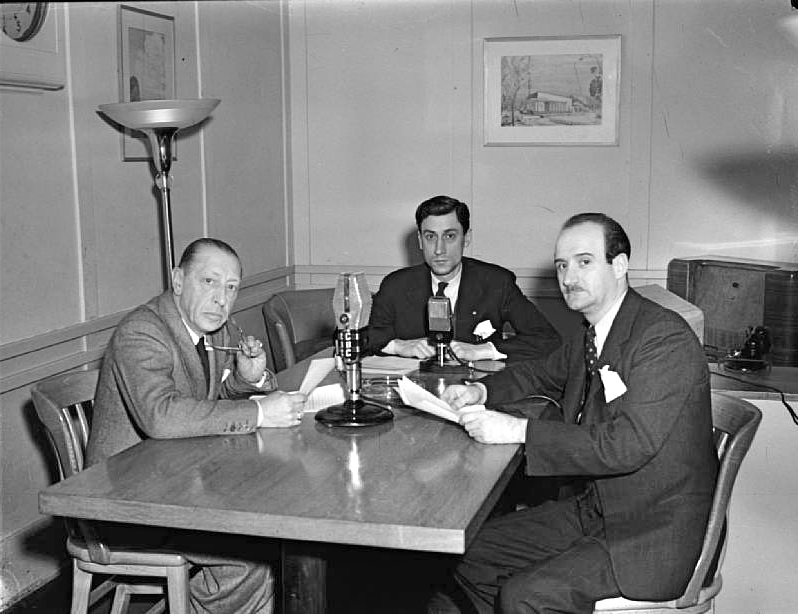
Stravinsky (à gauche) en 1945.

L'Ebony Concerto pour clarinette et orchestre d'harmonie est un concerto grosso d'Igor Stravinsky composé en 1945 pour le clarinettiste Woody Herman. Il est créé à New York le 25 mars 1946 par le dédicataire et First Herd, son orchestre de jazz dirigé par Walter Hendl.

## Histoire

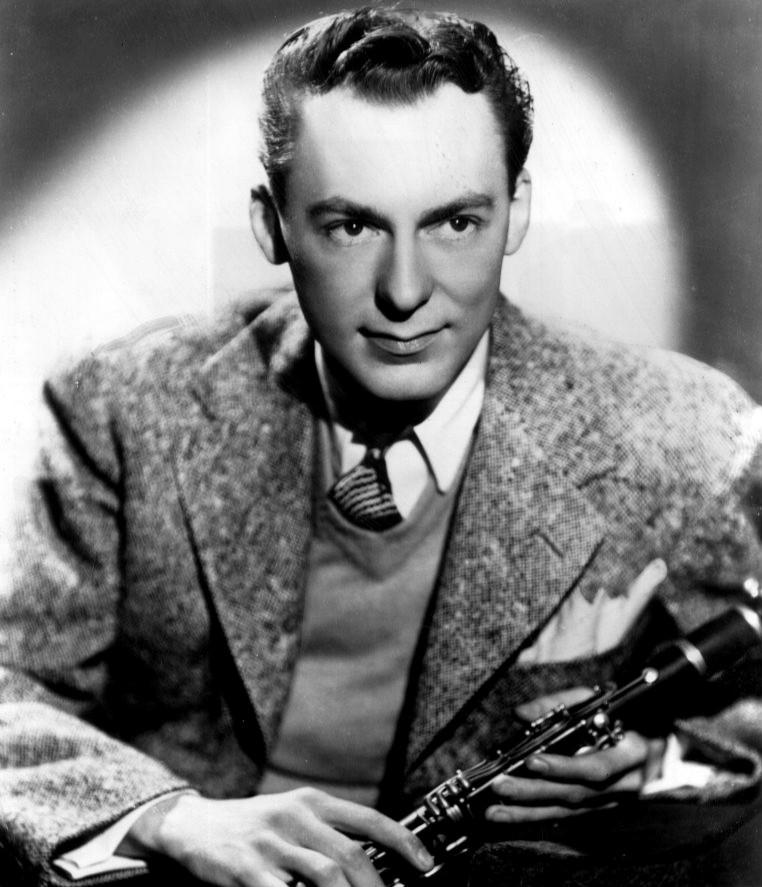
Woody Herman en 1949.

L'intérêt de Stravinsky envers le jazz remonte aux dernières années de la Première Guerre mondiale, les principales œuvres inspirées du jazz de cette période étant L'histoire du soldat, le Ragtime pour onze instruments et la pièce Piano-Rag-Music (en). Bien que l'on puisse trouver des traces d'éléments de jazz, notamment de blues et de boogie-woogie, dans sa musique tout au long des années 1920 et 1930, ce n'est qu'avec l'Ebony concerto que Stravinsky a de nouveau intégré des éléments de jazz dans une composition de grande envergure. Le titre a été suggéré à l'origine à Stravinsky par Aaron Goldmark, de Leeds Music Corporation, qui avait négocié la commande et suggéré la forme qu'elle devrait prendre,. Le compositeur a expliqué que son titre ne fait pas référence à la clarinette, comme on pourrait le supposer, mais plutôt à l'Afrique, car « les interprètes de jazz que j'admirais le plus à l'époque étaient Art Tatum, Charlie Parker et le guitariste Charlie Christian. Et le blues signifiait pour moi la culture africaine ».
La notice officielle publiée avec la partition indique que Stravinsky avait été si impressionné par les enregistrements de l'orchestre de Woody Herman, tels que Bijou, Goosey Gander et Caldonia, que, lorsqu'on le lui a demandé, il a accepté d'écrire une pièce pour eux avec une partie de clarinette solo pour Herman . Cependant, selon le trompettiste et arrangeur d'Herman Neal Hefti, cette histoire pourrait être quelque peu brodée. Hefti et son collègue trompettiste, Pete Candoli, étaient tous deux de grands fans de la musique de Stravinsky. Ainsi, après le retour de Hefti au sein du groupe après six mois passés en Californie à travailler dans l'industrie cinématographique, Candoli voulait savoir s'il avait rencontré le grand homme. Hefti ne l'a pas rencontré, mais il prétend l'avoir fait, et il enjolive son histoire en affirmant : « Je lui ai fait écouter les disques [de l'orchestre de Woody Herman], et il les trouve géniaux. » La rumeur se répand rapidement et, deux jours plus tard, l'éditeur Lou Levy (en) de Leeds Music s'arrange pour que Herman contacte Stravinsky (qui n'avait probablement jamais entendu le groupe d'Herman jusque-là), ce qui aboutit à la commande du concerto.
Après avoir accepté la commande, Stravinsky décide de créer une version jazz d'un concerto grosso, avec un blues comme mouvement lent. S'il ne les avait pas entendus auparavant, il écoute désormais des enregistrements de l'orchestre de Woody Herman, et va jusqu'à consulter un saxophoniste afin d'apprendre les doigtés de l'instrument. Le projet manque de sombrer lorsqu'un article publicitaire est publié en septembre 1945, affirmant une « collaboration » entre Stravinsky et Herman. Stravinsky se retire de l'accord jusqu'à ce que son avocat, Aaron Sapiro, le convainque qu'il n'y a pas eu d'offense. La partition des deux premiers mouvements est remise à Herman le 22 novembre 1945, et le finale suit le 10 décembre. En février 1946, le compositeur choisit Walter Hendl, chef d'orchestre adjoint de l'Orchestre philharmonique de New York, pour diriger la première au Carnegie Hall le mois suivant, mais Stravinsky lui-même a d'abord fait répéter l'orchestre dans les coulisses du Paramount Theatre de New York, où il se produisait à l'époque.
Herman trouve la partie solo terriblement difficile, et ne pense pas que Stravinsky ait vraiment adapté son écriture à l'idiome du jazz-band. Au lieu de cela, il a « écrit du Stravinsky pur », et le groupe ne se sentait pas du tout à l'aise avec la partition au départ. Après la toute première répétition, au cours de laquelle nous étions tous si embarrassés que nous en pleurions presque, car personne ne savait lire, il s'est approché, a mis son bras autour de moi et m'a dit : « Ah, quelle belle famille vous avez ».

## Structure
1. Allegro moderato =88
2. Andante =84
3. Moderato con moto =84. Con moto =132

- Durée d'exécution: dix minutes

## Instrumentation
- clarinettes (dont une solo), saxophones, cor, percussions, piano, harpe, guitare, sourdine, trompettes, trombones, contrebasse.

L'Ebony concerto est écrit pour une clarinette solo en si♭ et un orchestre de jazz composé de deux saxophones alto en mi♭, deux saxophones ténor en si♭, un saxophone baryton en mi♭, trois clarinettes en si♭ (doublées par les premier et deuxième saxophones alto et le premier saxophone ténor), une clarinette basse en si♭ (doublée par le deuxième saxophone ténor), un cor en fa, cinq trompettes en si♭, trois trombones, un piano, une harpe, une guitare, une contrebasse et une batterie.
Le cor et la harpe ont été ajoutés à la composition normale de l'orchestre de Woody Herman. Le projet initial de Stravinsky était d'inclure également un hautbois, mais cet instrument n'a pas survécu dans la version finale de la partition.

## Analyse
Le premier mouvement est une sonate-allegro en si♭ majeur avec un second thème en mi♭ majeur. Le deuxième mouvement est un blues en fa mineur, tournant en fa majeur à la fin. Le final est un thème et des variations avec une coda. La dernière variation, marquée "Vivo", met en scène la clarinette solo dans une dernière démonstration de virtuosité.
Parmi les compositions de Stravinsky utilisant la forme variation, le concerto est inhabituel pour plusieurs raisons. Premièrement, il emploie cette forme comme finale. Deuxièmement, le mouvement de variation commence et se termine dans la même tonalité (ce qui serait normal pour la plupart des compositeurs, mais pas pour Stravinsky, qui n'adhère à cette pratique que dans une autre composition, la Sonate pour deux pianos). Troisièmement, la deuxième variation répète littéralement le thème mélodique, fonctionnant ainsi comme une sorte de récapitulation interne et suggérant ainsi une fusion de la variation avec la forme rondo.

## Enregistrements
Le 4 novembre 1945, alors qu'il est toujours en train de composer le concerto, Stravinsky écrit une lettre à Nadia Boulanger dans laquelle il décrit ses progrès ainsi que ses projets d'enregistrement avec l'orchestre de Woody Herman en février 1946. Cette séance d'enregistrement est finalement reportée mais, à l'époque, Stravinsky prévoit sa sortie sur un disque 78 tours, avec les deux premiers mouvements sur une face et le thème et les variations sur l'autre. Il prévoyait que les durées des trois mouvements seraient de deux minutes et demie, deux minutes et trois minutes seulement.
Le 19 août 1946, le lendemain de l'interprétation de la pièce lors d'une émission nationale du " Columbia Workshop ", Herman et Stravinsky enregistrent le concerto à Hollywood, en Californie. Stravinsky pensait que les musiciens de jazz auraient du mal à s'adapter aux différentes signatures temporelles, car c'était plus d'une décennie avant que Dave Brubeck ne commence à utiliser des signatures temporelles inhabituelles dans le jazz et que pratiquement tout le jazz n'était joué qu'à 4 temps
. Le saxophoniste Flip Phillips a déclaré que « pendant la répétition [...] il y avait un passage que je devais jouer là et je le jouais doucement, et Stravinsky a dit : « Joue-le, me voilà ! » et je l'ai soufflé plus fort et il m'a jeté un baiser ! » À la fin des années 1950, Herman a fait un deuxième enregistrement, en stéréo, dans le Belock Recording Studio à Bayside New York, le qualifiant de « pièce très délicate et très triste ».
Le 27 avril 1965, Stravinsky l'enregistre à nouveau avec Benny Goodman et le Columbia Jazz Ensemble au studio CBS du 230 East 30th Street à New York,, ou peut-être à Hollywood. Une comparaison d'une réédition antérieure de cet enregistrement sur CD (CBS MK 42227) avec la version publiée en 2007 dans le cadre du coffret de 22 CD Works of Igor Stravinsky (Sony Classical 88697103112) suggère que, bien que les deux soient étrangement équilibrés, un remix a à la fois réduit la clarté de l'enregistrement et abouti à une version dans laquelle « le soliste gracieux semble progressivement s'effacer des projecteurs ».
Parmi les autres chefs d'orchestre qui ont enregistré cette œuvre figurent Pierre Boulez (1982), Simon Rattle (1987 et 2018), Vladimir Ashkenazy (1992), Roger Boutry (1997) et Michael Tilson Thomas (1998).

## Ballet
En 1957, le chorégraphe Alan Carter a utilisé l'Ebony Concerto (ensemble avec d'autres pièces  de Stravinsky: Circus Polka, Feu d'artifice et Ode) pour accompagner un ballet intitulé Feuilleton, qui a été dansé au Bayerische Staatsoper de Munich. En 1960, le concerto a été utilisé seul pour une production de ballet du New York City Ballet, chorégraphié par John Taras et avec des costumes et un décor de David Hays.